# Romeinse muur van Lugo
De Romeinse muur van Lugo (Spaans, Galicisch: Muralla Romana de Lugo) dateert uit de 3e eeuw n.Chr. en is nog grotendeels intact. De muur, met een lengte van meer dan 2 kilometer, omringt het historische centrum van Lugo in Galicië (Spanje). De vestingwerken werden eind 2000 opgenomen op de Werelderfgoedlijst van UNESCO als "het meest vooraanstaande voorbeeld van laat-Romeinse vestingwerken in West-Europa". De muur heeft sinds 1921 tevens Spaanse monumentstatus als Bien de Interés Cultural. In 2007 werd de Romeinse muur van Lugo gepartnerd met de Grote Muur van China.
De muur heeft een eigen bezoekerscentrum, het Centro de Interpretación de la Muralla. Bezoekers kunnen over de gehele lengte over een promenade boven op de muur lopen. Sinds de opname van de muur op de Werelderfgoedlijst in 2000 wordt in Lugo jaarlijks het populaire Arde Lucus-festival gehouden om de Romeinse geschiedenis van de stad te vieren.

## Beschrijving
De stadsmuur werd aangelegd in de periode 263-276 n.Chr. rond de Romeinse stad Lucus Augusti (het huidige Lugo) om de stad te verdedigen tegen opstandige plaatselijke stammen en Germaanse invallers. De muur was onderdeel van een vestingcomplex dat ook een gracht en een intervallum (de lege ruimte tussen de muur en de stad) omvatte. De muur heeft een totale lengte van ongeveer 2.120 meter en omvat een gebied van 34.4 hectare. Niet de gehele stad werd omringd door de muur. Een groot deel van het zuidoostelijke deel van de stad bleef buiten de muren, terwijl elders ongebruikt land wel binnen de muren viel.
De muur is zo'n 4,2 meter breed en de hoogte varieert van 8 tot 12 meter. De muur is opgebouwd uit aarde vermengd met grind, kiezelstenen en stenen afkomstig uit gesloopte gebouwen, dat met water tot een cementmengsel werd gevormd.
Er zijn 10 poorten in de muur, waarvan vijf uit de Romeinse tijd stammen en vijf na 1853 werden toegevoegd wegens de groeiende stadsbevolking. De best bewaarde van de vijf oorspronkelijke stadspoorten zijn de Porta Falsa en de Porta Miña. De laatstgenoemde poort heeft nog steeds de oorspronkelijke gewelfde boog tussen de twee torens aan weerszijden van de poort. Vijf trappen en een helling gaven toegang tot de vestingwal boven de muren. Binnenin de muren waren een aantal dubbele trappen die vanaf de vestingwal toegang gaven tot de torens.
Van de oorspronkelijke torens langs de muur zijn 49 nog intact. Nog eens 39 torens zijn deels intact. De ruimtes tussen de toren zijn van ongelijke lengte. De torens bestaan uit twee etages en zijn meestal halfrond; sommige torens zijn vierkant. De uitsparingen in de muren voor de torens variëren in lengte van 5,35 tot 12,80 meter. Verschillende soorten bouwmaterialen werden gebruikt voor de torens. Vaak werd graniet gebruikt voor de voet en leisteen voor de rest van de toren.
Tijdens de Middeleeuwen passeerden veel pelgrims de poorten van de muur, vooral de Porta Miña, op weg naar Santiago de Compostella.

## Afbeeldingen

Plattegrond van de muur, met de locatie van de 10 poorten
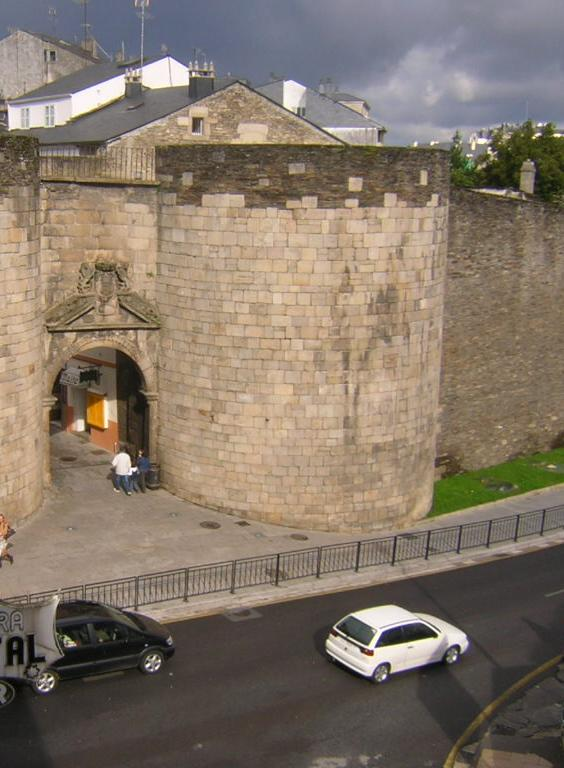
De Porta de San Pedro, een van de vijf oorspronkelijke Romeinse poorten
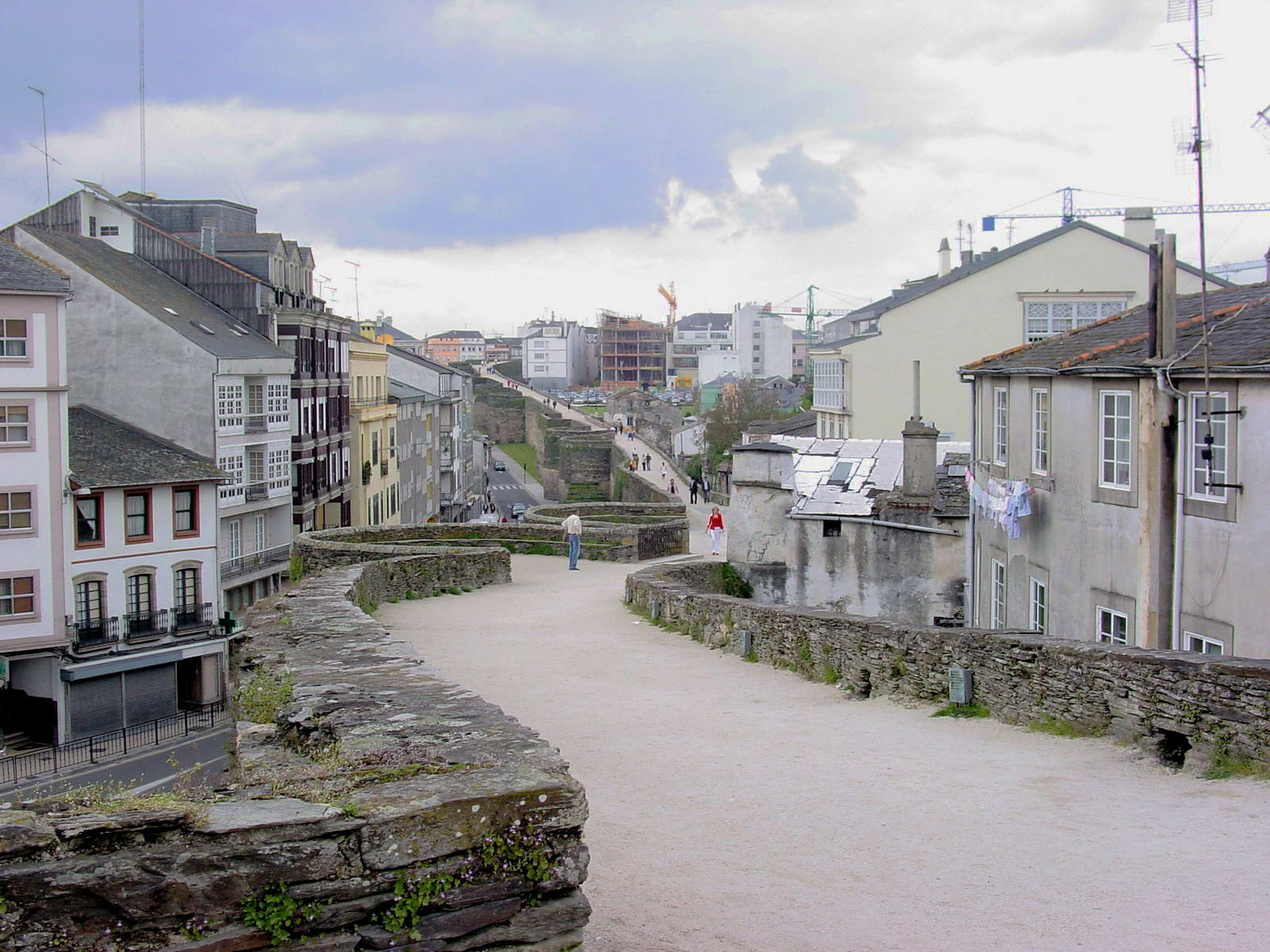
De promenade over de muur